# Ralph Demolka w internecie
Ralph Demolka w internecie (ang. Ralph Breaks the Internet) – amerykański film komediowy wykonany w technice animacji komputerowej, wyprodukowany przez Walt Disney Animation Studios i w reżyserii Richa Moore’a i Phila Johnstona.

## Fabuła
Mija sześć lat od wydarzeń z pierwszego filmu. Ralph Demolka wraz ze swoją przyjaciółką Wandelopą von Cuks wyruszają w poszukiwaniu części zamiennej, która ma uratować grę Wandelopy. Trafiają do świata internetowej społeczności i na twórcę stron internetowych i biznesmena imieniem Yesss będącego głównym algorytmem i duszą popularnej strony „BuzzzTube”.

## Obsada głosowa
| Rola                   | Dubbing polski        | Dubbing oryginalny |
| ---------------------- | --------------------- | ------------------ |
| Ralph Demolka          | Olaf Lubaszenko       | John C. Reilly     |
| Vanellope von Schweetz | Jolanta Fraszyńska    | Sarah Silverman    |
| Shank                  | Katarzyna Dąbrowska   | Gal Gadot          |
| Yesss                  | Anna Gorajska         | Taraji P. Henson   |
| Spamdam                | Sebastian Stankiewicz | Bill Hader         |
| Besserwiser            | Przemysław Bluszcz    | Alan Tudyk         |
| Dwaldemar              | Szymon Kuśmider       | Alfred Molina      |
| Felix Zaradzisz        | Waldemar Barwiński    | Jack McBrayer      |
| Sierżant Rurecka       | Edyta Olszówka        | Jane Lynch         |
| Pan Litwak             | Robert Kowalski       | Ed O’Neill         |
| Ibej                   | Jan Staszczyk         | Sean Giambrone     |
| Albowiem               | Tomasz Drabek         | Flula Borg         |
| Byczy Wej              | Jerzy Dominik         | Timothy Simons     |
| Cela                   | Barbara Garstka       | Ali Wong           |
| Palto                  | Karol Wróblewski      | Hamish Blake       |
| Mała Debbie            | Monika Węgiel         | GloZell Green      |

## Odbiór

### Box office
Budżet filmu jest szacowany na 175 milionów dolarów. W Stanach Zjednoczonych i Kanadzie film zarobił 201,1 mln USD. W innych krajach zyski wyniosły 328,2; a łączny zysk 529,3 miliona dolarów.

### Krytyka w mediach
Film spotkał się z pozytywną reakcją krytyków. W serwisie Rotten Tomatoes 88% z 265 recenzji jest pozytywne, a średnia ocen wyniosła 7,33/10. Na portalu Metacritic średnia ocen z 43 recenzji wyniosła 71 punktów na 100.